# Landschaftsschutzgebiet Werreniederung

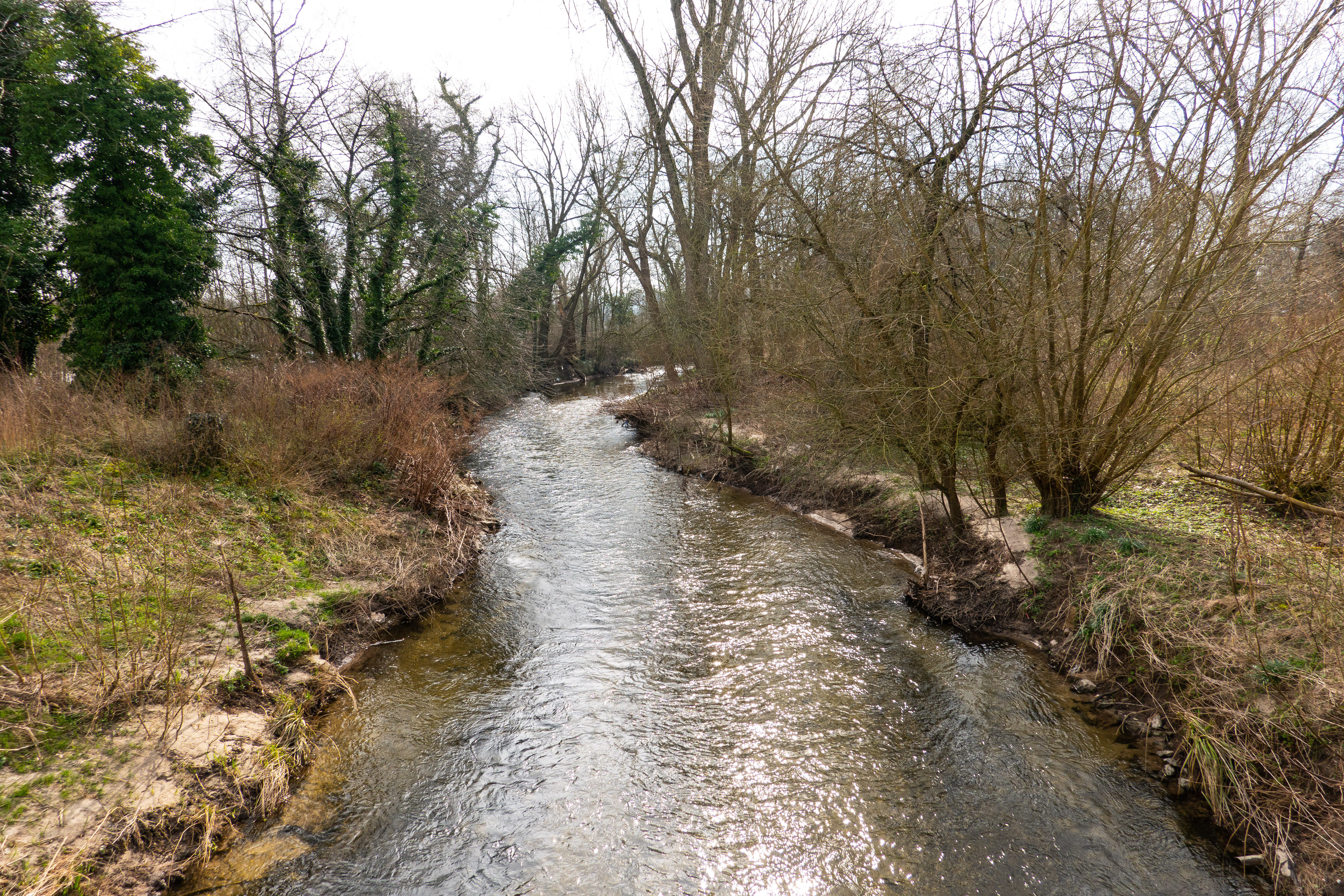
Landschaftsschutzgebiet Werreniederung

Das 64,38 Hektar große Landschaftsschutzgebiet Werreniederung liegt im Stadtgebiet Lage südlich von Lage bis zum Ortsteil Hachheide. Es wurde 2006 mit dem Landschaftsplan Lage durch den Kreistag des Kreises Lippe als Landschaftsschutzgebiet (LSG) ausgewiesen. Südlich grenzt im Stadtgebiet Detmold das Landschaftsschutzgebiet Werretal an.

## Beschreibung
Das LSG umfasst naturnahe Abschnitte der Werre mit Flussaue. Im Schutzgebiet liegen Grünland, Acker, Gehölzbestände, Ruderalfluren und einige Abgrabungsgewässer. Die Werre im LSG ist begradigt und weitgehend mit Steinschüttungen befestigt. Vereinzelt gibt es auch Sand- und Kiesbänke und Steiluferabbrüche. Im Fluss ist Unterwasservegetation selten. Am Ufer stehen nahezu durchgängig markante, alte Ufergehölze mit überwiegend Silber-Weide, Bruch-Weide, Erle und Esche. Die Strauchschicht bilden vorwiegend Weidenarten. Wo Gehölze fehlen gibt es nitrophile Hochstauden-Gesellschaften. Die Hochstaudenbereiche sind von der Brennnessel dominiert, wobei vereinzelt auch Pestwurzfluren vorkommen. Es stehen auch mehrere kleine Feldgehölze und zwei, bei LSG-Ausweisung, junge Eschenbestände im Gebiet. In der Aue liegen vier frühere Abgrabungsgewässer, die vielfach als Angel- und/oder Badegewässer genutzt werden. An den Gewässern stehen meist standortgerechte Gehölzbestände und hochstaudenreiche Ruderalfluren. Auch größere Grünlandbereiche liegen an den Teichen. Teils liegen gut entwickelte Röhrichtsäume an den Teichen. Sie weisen teils auch Schwimmblattpflanzen-Bestände auf.
Der Landschaftsplan Lage beschreibt weiter: „Im Nordosten stockt ein Pappelforst im Überflutungsbereich. Neben Ackerflächen sind hier mehrere Brachflächen mit aufkommendem Weidengebüsch ausgebildet. Diese werden von Brennnesseln dominiert, lokal treten Feuchtezeiger hinzu. Dieser nördliche Teilbereich ist durch einen fußläufigen Weg erschlossen und wird von Spaziergängern genutzt. Am östlichen Rand der Niederterrasse der Werre liegt ein etwa 5 ha großes Feldgehölz. Die höher gelegenen Bereiche werden von einem alten Eichen-Hainbuchenwald eingenommen. Die Eichen und die vereinzelt eingestreuten Buchen erreichen ein Alter von über 100 Jahren. In der zweiten Baumschicht treten vor allem Hainbuchen, Eschen und Vogelkirschen auf. Die Krautschicht weist Arten der reichen Ausbildung dieser Gesellschaft auf. Westlich des Weges, der den Bestand in nord-südlicher Richtung quert, geht der Eichen-Hainbuchenwald am Fuße der Terrassenkante in einen feuchten Erlenmischwald über. Auch hier ist überwiegend die Krautschicht des Eichen-Hainbuchenwaldes ausgeprägt, in feuchteren Senken treten allerdings auch Sumpfdotterblume, Wald-Simse und Schwertlilie auf.“
Der Landschaftsplan Lage führt zum Wert des LSG aus: „Der gesamte Bereich weist eine hohe strukturelle Vielfalt, gefährdete, gut ausgebildete Pflanzengesellschaften, Biotoptypen nach Par. 62 LG und RL-Pflanzen- und Tierarten auf und ist wertvoll für Hecken- und Gebüschbrüter, Höhlenbrüter, Wasservögel, Waldvögel, Amphibien, Wasserinsekten, Schmetterlinge und Libellen. Die Werreaue hat eine regionale Bedeutung als Trittstein und Vernetzungsbiotop für Lebensgemeinschaften der feuchten Waldgesellschaften, von Auenbereichen und deren Sekundärlebensräumen und weist ein hohes Entwicklungspotential auf.“

## Schutzzwecke für das LSG
Laut Landschaftsplan erfolgte die Ausweisung des LSG
- „zur Erhaltung und Wiederherstellung der Leistungsfähigkeit des Naturhaushaltes in ökologisch besonders wertvoll strukturierten Bereichen mit Wasser-, Klima- und Biotopschutzfunktionen,“
- „zur Erhaltung und Wiederherstellung von Quellbereichen und naturnahen Fließgewässern, Wald- und Grünlandbereichen unterschiedlicher Feuchtestufen, Feldgehölzen, Hecken und Obstwiesen,“
- „zur Erhaltung morphologisch ausgeprägter Bereiche zur Sicherung der landschaftlichen Eigenart und Vielfalt für die Erholung,“
- „zur Erhaltung wertvoller Biotopkomplexe aus Wald-Grünlandbereichen, Fließgewässern und Quellen sowie Biotopen nach § 62 LG mit wichtigen Refugial-, Puffer-, Trittstein- und Vernetzungsfunktionen,“
- „zur Erhaltung und Wiederherstellung wichtiger Rückzugsräume für die bedrohte Tier- und Pflanzenwelt,“
- „zur Sicherung der das Orts- und Landschaftsbild gliedernden und belebenden und die dörflichen Siedlungsstrukturen prägenden Freiraumelemente.“[1]

## Rechtliche Vorschriften
Im Landschaftsschutzgebiet ist unter anderem das Errichten von Bauten verboten. Grün- und Brachland darf nicht in eine andere Nutzungsart umgewandelt oder umgebrochen werden.